# Gianfranco Zola
Gianfranco Zola (* 5. Juli 1966 in Oliena, Sardinien) ist ein ehemaliger italienischer Fußballspieler und heutiger Fußballtrainer. Er war zuletzt Co-Trainer des FC Chelsea.
Gianfranco Zola war Stürmer und hauptsächlich als Offensiv-Allrounder tätig. Seine Technik wurde als seine größte Stärke angesehen.

## Karriere als Spieler

### Beginn und SSC Neapel
Gianfranco Zola stammt aus Oliena, einer Kleinstadt auf Sardinien. Seinen ersten Profivertrag unterzeichnete Zola 1984 bei Nuorese Calcio in der Serie C2. Dort kam er in seinem ersten Jahr auf sieben Partien und erzielte einen Treffer. In der Folgesaison kam Zola auf mehr Einsätze und konnte sich durchsetzen. Beim Klub aus Nuoro blieb er zwei Jahre, ehe er 1987 zum ASD Torres Calcio (Sassari, Sardinien) wechselte. Dort wurde er Leistungsträger und Stammspieler und stieg mit dem Verein 1987 in die Serie C1 auf. Berühmtheit erlangte er nach seiner Vertragsunterzeichnung beim Serie-A-Klub SSC Neapel. Dort sollte Zola ab 1989 zum Nachfolger Diego Maradonas aufgebaut werden, der noch bis 1991 beim SSC spielte. Im ersten Jahr wurde der damalige Youngster sieben Mal eingesetzt. 1990 gewann er mit den Partenopei die italienische Meisterschaft. Es war Zolas erster großer Titel auf nationaler Ebene. Im Jahr darauf wurde die Supercoppa Italiana gewonnen, und Zola schaffte den Durchbruch in Italiens höchster Klasse.

### AC Parma
Aufgrund hoher Schulden musste die SSC Neapel einige Leistungsträger verkaufen und Zola wechselte im Sommer 1993 zur AC Parma. Der aufstrebende Klub wurde durch den Milchkonzern Parmalat finanziell unterstützt und brachte für den Neuzugang eine Ablösesumme von umgerechnet 13 Millionen D-Mark auf. In Parma erlebte Zola die wohl beste Phase seiner Karriere (63 Tore in 144 Pflichtspielen) und etablierte sich auf Anhieb als Verstärkung. In seinen ersten beiden Spielzeiten erzielte er 18 bzw. 19 Ligatore und avancierte zweifellos zu einem der besten Stürmer der Serie A. Trainer Nevio Scala setzte ihn als hängende Spitze ein und durch seine Kreativität, Spielwitz und Torgefahr bereicherte Zola das Offensivspiel der Gialloblu ungemein. Insbesondere seine direkten Freistöße waren gefürchtet. In der Saison 1994/95 spielte Parma eine wichtige Rolle im Titelkampf, wurde jedoch Dritter und verlor auch das Finale der Coppa Italia. Im rein italienischen Finale des UEFA-Pokals 1995 gewann Parma nach Hin- und Rückspiel gegen Juventus Turin (1:0; 1:1) am 17. Mai 1995 den Titel und krönte die bis dato erfolgreichste Saison der Klubgeschichte. Zola trug mit fünf Treffern zum Gewinn des UEFA-Pokals bei und war zusammen mit Dino Baggio erfolgreichster Torschütze seiner Mannschaft. Er war der offensive Schlüsselspieler und bezeichnenderweise belegte Zola bei der Abstimmung zum Ballon d’Or 1995 den sechsten Platz, die Wahl zum Weltfußballer des Jahres schloss er als Zehnter ab. Nach der Verpflichtung von Christo Stoitschkow zur Saison 1995/96 konkurrierte Zola mit diesem um seine Rolle und bekam weniger Einsatzzeit. Im Sommer 1996 wurde Carlo Ancelotti neuer Trainer der AC Parma und Zola passte nicht in dessen taktisches Konzept. Ancelotti bevorzugte ein 4-4-2-Spielsystem und setzte im Sturmzentrum auf Hernán Crespo und Enrico Chiesa, während er Zola auf der für ihn ungewohnten Position im linken Mittelfeld einsetzte.

### FC Chelsea
So kam es, dass er nach England zum FC Chelsea wechselte, wo er einer der populärsten Spieler des Clubs wurde. Der Transfer wurde erst im November, also noch nicht zu Beginn der Saison, durchgeführt. In London traf Zola auf den Spielertrainer Ruud Gullit. Sein Debüt in der Premier League gab der Stürmer gegen Tottenham Hotspur. Schnell passte er sich der neuen Spielweise an und erregte durch gute Auftritte und Tore Aufmerksamkeit. Im FA Cup spielte Zola eine Schlüsselrolle und führte die Mannschaft ins Finale gegen den FC Middlesbrough. Dieses Endspiel wurde mit 2:0 gewonnen. Am Ende der ersten Spielzeit in London wurde er von den Journalisten zu Englands Fußballer des Jahres gewählt. Er war damit der erste Spieler, der diesen Titel gewann, ohne ein volles Jahr in England gespielt zu haben, und auch der erste Chelsea-Spieler dem diese Ehre verliehen wurde.
In der Saison 1997/98 half er den Blues, drei weitere Titel zu gewinnen, den League Cup, den Europapokal der Pokalsieger und den Europäischen Supercup. Eine Verletzung hinderte ihn, in der Startformation der Mannschaft im Finale um den Pokal der Pokalsieger zu stehen. Allerdings wurde er in der zweiten Hälfte des Spiels eingewechselt und erzielte nur 21 Sekunden darauf den Siegtreffer. Auch als Chelsea 1999/00 sich zum ersten Mal für die UEFA Champions League qualifizierte, war Zola wichtiger Bestandteil des Teams. So sicherte er mit drei Treffern in der Gruppenphase den Weg ins Viertelfinale des Wettbewerbs. Allerdings verringerten sich seine Einsätze in der Liga durch das von Neu-Trainer Gianluca Vialli angewandte Rotationsprinzip. Im 2000er Finale des FA-Cups gab er durch einen Freistoß die Vorlage für Roberto Di Matteos Treffer beim 1:0-Sieg über Aston Villa. Nachdem bereits 2000 die Stürmer Jimmy Floyd Hasselbaink und Eiður Guðjohnsen von den Pensioners verpflichtet worden waren, begrenzte sich Zolas Einsatzzeit immer mehr.
In der Saison 2002/03 kam es aber nochmals zu einer Renaissance in der Karriere des dribbelstarken Spielers, als er mit 16 Ligatreffern so viele Tore wie in keiner anderen Spielzeit für die Londoner erzielte. Daraufhin wurde er von den Fans zum Spieler des Jahres gewählt. Diese Saison war seine letzte für Chelsea. Sein letztes Spiel für die Blues absolvierte Zola am letzten Spieltag 2002/03, als er zu einem 20-Minuten-Auftritt gegen den FC Liverpool kam. 2003 dankten ihm die Fans seine gute Leistungen damit, dass er von ihnen zum Chelsea-Spieler des Jahrhunderts gewählt wurde. Im November 2004 wurde ihm für seine Leistungen in der englischen Liga der Order of the British Empire verliehen. In insgesamt 312 Spielen erzielte der Stürmer 80 Tore für den FC Chelsea. Zolas Trikot mit der Nummer 25 wurde 20 Jahre lang nach seinem Verlassen an keinen weiteren Spieler vergeben. Erst seit der Saison 2023/24 trägt sie Moisés Caicedo.

### Cagliari Calcio
Der zu diesem Zeitpunkt 37-jährige Zola kehrte im Sommer 2003 nach Sardinien zurück und schloss sich dem Zweitligisten Cagliari Calcio an. Er wurde Kapitän und war unangefochtener Kopf der Rossoblù. Zola spielte 2003/04 eine starke Saison (13 Tore in 43 Spielen) und führte Cagliari als Tabellenzweiten der Serie B zum Aufstieg in die Serie A. Auch in der folgenden Saison 2004/05 war Zola unter Trainer Daniele Arrigoni Stammkraft, erzielte neun Tore und gab sieben Torvorlagen in 31 Spielen und erreichte mit Cagliari den Klassenerhalt in der Serie A. Am Saisonende verließ Zola den Klub, seine Rückennummer 10 wurde in der kommenden Saison nicht vergeben. Zur Spielzeit 2006/07 erhielt es Andrea Capone das Trikot mit der Nummer 10.
Seine Karriere beendete Gianfranco Zola in Australien bei Marconi Stallions im Januar 2007.

## Nationalmannschaft
Gianfranco Zola absolvierte am 13. November 1991 gegen Norwegen (1:1) unter Arrigo Sacchi sein Länderspieldebüt für die Squadra Azzurra. Aufgrund zahlreicher hochkarätiger Konkurrenten, wie Roberto Baggio, Gianluca Vialli, Pierluigi Casiraghi oder Giuseppe Signori, kam Zola in den folgenden Jahren nur sporadisch zum Einsatz und blieb eine Randfigur. Trotzdem berief ihn Nationaltrainer Arrigo Sacchi in den italienischen WM-Kader für die Fußball-Weltmeisterschaft 1994 in den USA. Zola kam allerdings nur zu einem Kurzeinsatz im Achtelfinale gegen Nigeria (2:1). Nachdem er zur 64. Spielminute eingewechselt worden war, erhielt Zola zwölf Minuten später nach einem kontrovers diskutierten Foulspiel an Augustine Eguavoen die Rote Karte und wurde im weiteren Turnierverlauf nicht mehr eingesetzt. Italien verlor das WM-Endspiel am 17. Juli 1994 gegen Brasilien nach Elfmeterschießen und wurde Vize-Weltmeister.
Nach der WM erhielt Zola deutlich mehr Spielzeit von Sacchi und seine ersten beiden Tore für die Nationalmannschaft erzielte er beim 4:1-Sieg über Estland in der EM-Qualifikation am 25. März 1995. Gegen Litauen (4:0) gelang ihm sogar ein Hattrick.
1996 zählte Zola zum Aufgebot für die Europameisterschaft in England und wurde in allen Vorrundenspielen der Gruppe C eingesetzt. In der entscheidenden Partie gegen Deutschland (0:0) avancierte Zola zur tragischen Figur, denn Torhüter Andreas Köpke parierte in der 9. Spielminute seinen Foulelfmeter und Italien schied aus dem Turnier aus. Sein letztes Länderspiel bestritt er am 11. Oktober 1997 gegen England (0:0) und Zola wurde anschließend nicht mehr für die Nationalmannschaft berücksichtigt. Damit kommt er auf 35 Einsätze und zehn Tore.

## Erfolge als Spieler

### Nationalmannschaft
- Vize-Weltmeisterschaft: 1994

#### SSC Neapel
- Italienische Meisterschaft: 1989/90
- Italienischer Supercup: 1990

#### AC Parma
- UEFA Super Cup: 1993
- UEFA-Pokal: 1994/95

#### FC Chelsea
- UEFA Super Cup: 1998
- FA Cup: 1996/97, 1999/2000
- League Cup 1997/98
- Europapokal der Pokalsieger: 1997/98
- FA Community Shield: 2000

#### Persönliche Auszeichnungen
- Englands Fußballer des Jahres (Journalistenwahl): 1997
- Chelsea Player of the Year: 1999, 2003

## Karriere als Trainer

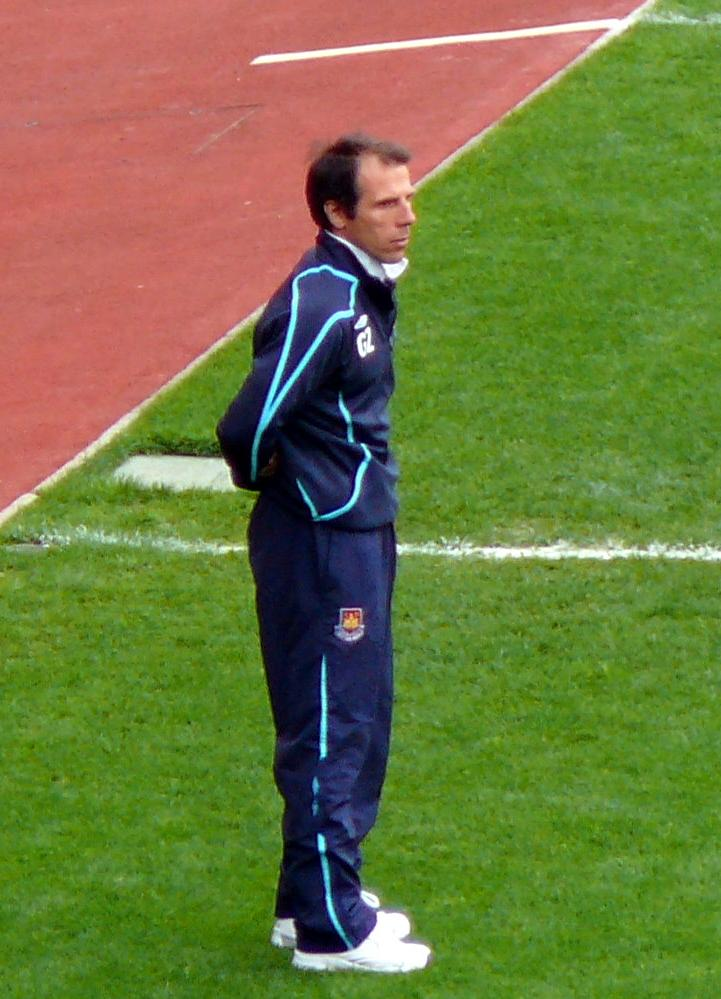
Zola als Trainer von West Ham United (2009)

Von 2006 bis September 2008 trainierte Gianfranco Zola zusammen mit Pierluigi Casiraghi, den er schon zu Chelsea-Zeiten kennengelernt hatte, die italienische U-21-Nationalmannschaft. Das Duo leitete außerdem die italienische Auswahl bei den Olympischen Sommerspielen 2008 in Peking, bei denen man das Viertelfinale erreichte und sich dort 2:3 dem belgischen Team geschlagen geben musste.
Am 9. September 2008 unterschrieb Zola beim englischen Klub West Ham United als Nachfolger von Alan Curbishley einen Drei-Jahres-Vertrag und trat offiziell am 11. September 2008 sein Amt an. Nachdem am Ende der ersten Spielzeit für den englischen Klub als Tabellenneunter nur knapp die Qualifikation für den Europapokal verpasst worden war, spielte er mit der Mannschaft im folgenden Jahr gegen den Abstieg. Obwohl als 17. des Abschlussklassements die Klasse gehalten wurde, entließ ihn der Klub kurz nach Saisonende.
Am 7. Juli 2012 gab der englische Zweitligist FC Watford die Verpflichtung von Zola bekannt. Die Football League Championship 2012/13 beendete er mit seinem Team als Tabellendritter. Nach einem Play-off-Erfolg über Leicester City zog Watford ins Finale ein, scheiterte dort jedoch in Wembley mit 0:1 nach Verlängerung an Crystal Palace. Nach einem Fehlstart in die anschließende Spielzeit trat Zola am 16. Dezember 2013 von seinem Posten zurück.
Am 24. Dezember 2014 wurde als Zola als Trainer von Cagliari Calcio verpflichtet, wo er die Nachfolge von Zdeněk Zeman antrat. Seine Entlassung folgte jedoch bereits am 9. März 2015.
Am 11. Juli 2015 wurde Zola Trainer von Al-Arabi in der Qatar Stars League. Am 27. Juni 2016 wurde er dort wieder entlassen.
Am 14. Dezember 2016 wurde Zola Trainer des englischen Zweitligisten Birmingham City als Nachfolger von Gary Rowett. Nachdem Zola nur 2 Spiele gewonnen hatte, trat er am 18. April 2017 zurück.
Am 18. Juli 2018 wurde Gianfranco Zola unter Maurizio Sarri Co-Trainer des englischen Erstligisten FC Chelsea. 2019 beendete er sein Engagement bei Chelsea auf eigenen Wunsch.

## Karriereübersicht
| Verein            | Liga            | Saison          | Liga   | Liga | Nat. Pokal | Nat. Pokal | Europapokal | Europapokal | Andere | Andere | Gesamt | Gesamt |
| Verein            | Liga            | Saison          | Spiele | Tore | Spiele     | Tore       | Spiele      | Tore        | Spiele | Tore   | Spiele | Tore   |
| ----------------- | --------------- | --------------- | ------ | ---- | ---------- | ---------- | ----------- | ----------- | ------ | ------ | ------ | ------ |
| Nuorese Calcio    | Serie C2        | 1984/85         | 4      | 0    | -          | -          | -           | -           | -      | -      | 4      | 0      |
| Nuorese Calcio    | Serie D         | 1985/86         | 27     | 10   | -          | -          | -           | -           | -      | -      | 27     | 10     |
| Gesamt            | Gesamt          | Gesamt          | 31     | 10   | -          | -          | -           | -           | -      | -      | 31     | 10     |
| ASD Torres Calcio | Serie C2        | 1986/87         | 30     | 8    | -          | -          | -           | -           | -      | -      | 30     | 8      |
| ASD Torres Calcio | Serie C1        | 1987/88         | 24     | 2    | -          | -          | -           | -           | -      | -      | 24     | 2      |
| ASD Torres Calcio | Serie C1        | 1988/89         | 34     | 11   | -          | -          | -           | -           | -      | -      | 34     | 11     |
| Gesamt            | Gesamt          | Gesamt          | 88     | 21   | -          | -          | -           | -           | -      | -      | 88     | 21     |
| SSC Neapel        | Serie A         | 1989/90         | 18     | 2    | 6          | 1          | 2           | 0           | -      | -      | 26     | 3      |
| SSC Neapel        | Serie A         | 1990/91         | 20     | 6    | 7          | 0          | 2           | 0           | -      | -      | 29     | 6      |
| SSC Neapel        | Serie A         | 1991/92         | 34     | 12   | 4          | 1          | -           | -           | -      | -      | 38     | 13     |
| SSC Neapel        | Serie A         | 1992/93         | 33     | 12   | 6          | 2          | 4           | 0           | -      | -      | 43     | 14     |
| Gesamt            | Gesamt          | Gesamt          | 105    | 32   | 23         | 4          | 8           | 0           | -      | -      | 136    | 36     |
| AC Parma          | Serie A         | 1993/94         | 33     | 18   | 3          | 3          | 9           | 1           | 2      | 0      | 47     | 22     |
| AC Parma          | Serie A         | 1994/95         | 32     | 19   | 6          | 4          | 12          | 4           | -      | -      | 50     | 27     |
| AC Parma          | Serie A         | 1995/96         | 29     | 10   | 1          | 0          | 5           | 2           | 1      | 0      | 36     | 12     |
| AC Parma          | Serie A         | 1996/97         | 8      | 2    | 1          | 0          | 2           | 0           | -      | -      | 11     | 2      |
| Gesamt            | Gesamt          | Gesamt          | 102    | 49   | 11         | 7          | 28          | 7           | 3      | 0      | 144    | 63     |
| FC Chelsea        | Premier League  | 1996/97         | 23     | 8    | 7          | 4          | -           | -           | -      | -      | 30     | 12     |
| FC Chelsea        | Premier League  | 1997/98         | 27     | 8    | 1          | 0          | 8           | 4           | 5      | 0      | 41     | 12     |
| FC Chelsea        | Premier League  | 1998/99         | 37     | 13   | 6          | 1          | 5           | 1           | 1      | 0      | 49     | 15     |
| FC Chelsea        | Premier League  | 1999/00         | 33     | 4    | 5          | 1          | 14          | 3           | -      | -      | 52     | 8      |
| FC Chelsea        | Premier League  | 2000/01         | 36     | 9    | 3          | 2          | 2           | 0           | 2      | 1      | 43     | 12     |
| FC Chelsea        | Premier League  | 2001/02         | 35     | 3    | 6          | 1          | 4           | 1           | 5      | 0      | 50     | 5      |
| FC Chelsea        | Premier League  | 2002/03         | 38     | 14   | 3          | 2          | 2           | 0           | 3      | 0      | 46     | 16     |
| Gesamt            | Gesamt          | Gesamt          | 229    | 59   | 31         | 11         | 35          | 9           | 16     | 1      | 311    | 80     |
| Cagliari Calcio   | Serie B         | 2003/04         | 43     | 13   | 1          | 1          | -           | -           | -      | -      | 44     | 14     |
| Cagliari Calcio   | Serie A         | 2004/05         | 31     | 9    | 6          | 4          | -           | -           | -      | -      | 37     | 13     |
| Gesamt            | Gesamt          | Gesamt          | 74     | 22   | 7          | 5          | -           | -           | -      | -      | 81     | 27     |
| Karriere Gesamt   | Karriere Gesamt | Karriere Gesamt | 629    | 193  | 72         | 27         | 71          | 16          | 19     | 1      | 791    | 237    |

## Sonstiges
Am 14. Juli 2007 schnürte Zola noch einmal seine Fußballschuhe für ein Spiel der A-line Allstars gegen Shrewsbury Town. Dieses Spiel war Teil einen Sponsorenvertrags zwischen A-line und Shrewsbury. Es war gleichzeitig auch das erste Spiel, welches im New Meadow Stadion ausgetragen wurde. Der Legende, wonach er im Video „Total Eclipse of the Heart“ von Bonnie Tyler zu sehen sei, trat er 2012 in einem Interview entgegen.